# Sint-Gorikskerk (Haaltert)

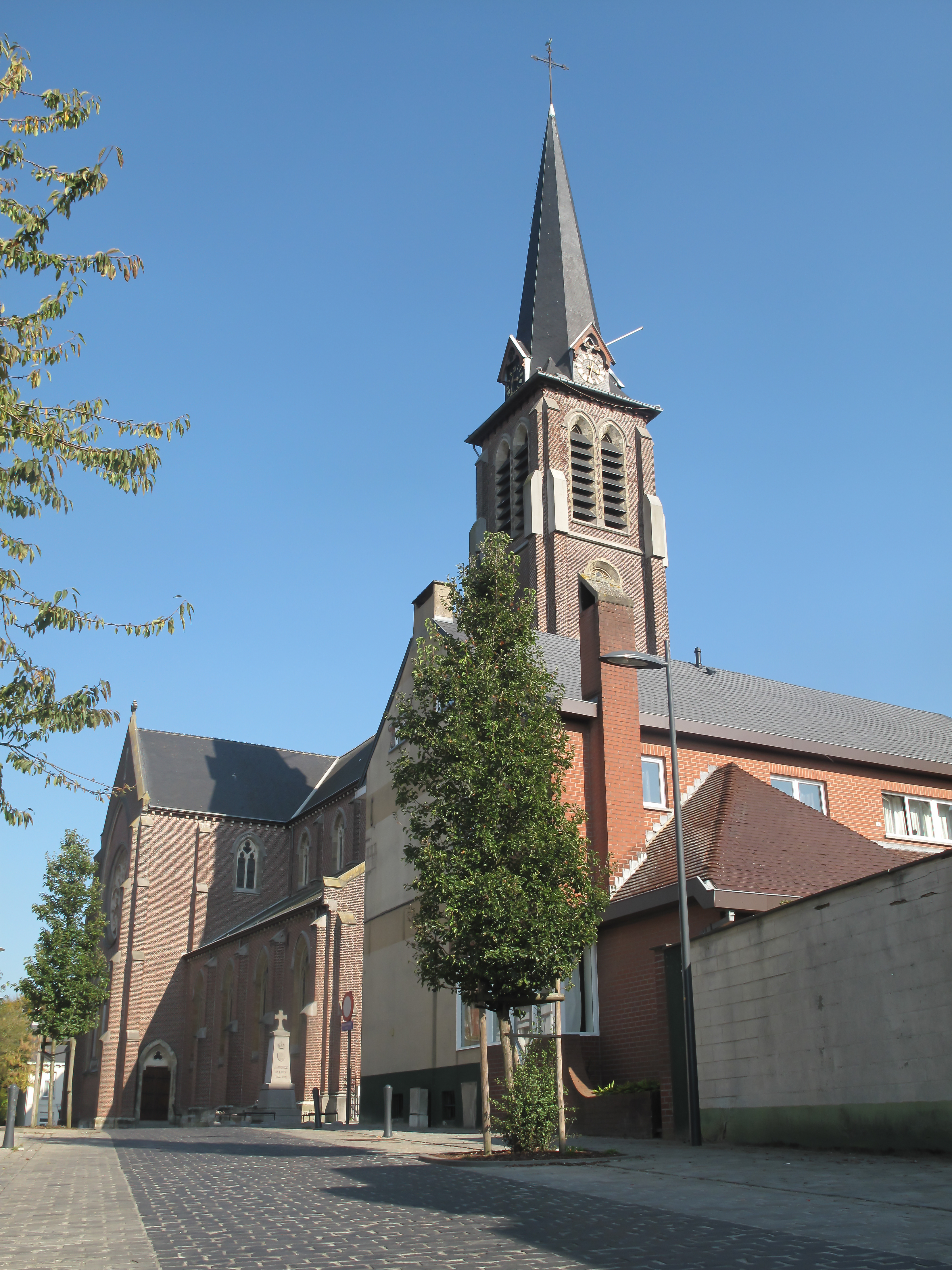
De Sint-Gorikskerk

De Sint-Gorikskerk is een kerkgebouw in de Belgische gemeente Haaltert. De kerk is toegewijd aan de heilige Gorik van Kamerijk, voormalig bisschop van Kamerijk.

## Bouwgeschiedenis
Oorspronkelijk stond hier een vroeggotische kapittelkerk in de vorm van een kruis, die een aantal maal werd verbouwd en in 1841 vergroot. In 1869 brandde ze voor een gedeelte uit en besloot men om ze af te breken. Het huidige kerkgebouw kwam tussen 1870 en 1872 tot stand, naar een ontwerp van architect Ferdinand De Noyette. Het is een basilicale kruiskerk met een toren aan de zuidwestkant, met drie beuken en een transept. Verder zijn er twee zijkoren en twee sacristieën.
Opvallend in het interieur is een schilderij van Jan van Cleef, Marteling van Sint-Laurentius.

## Galerij

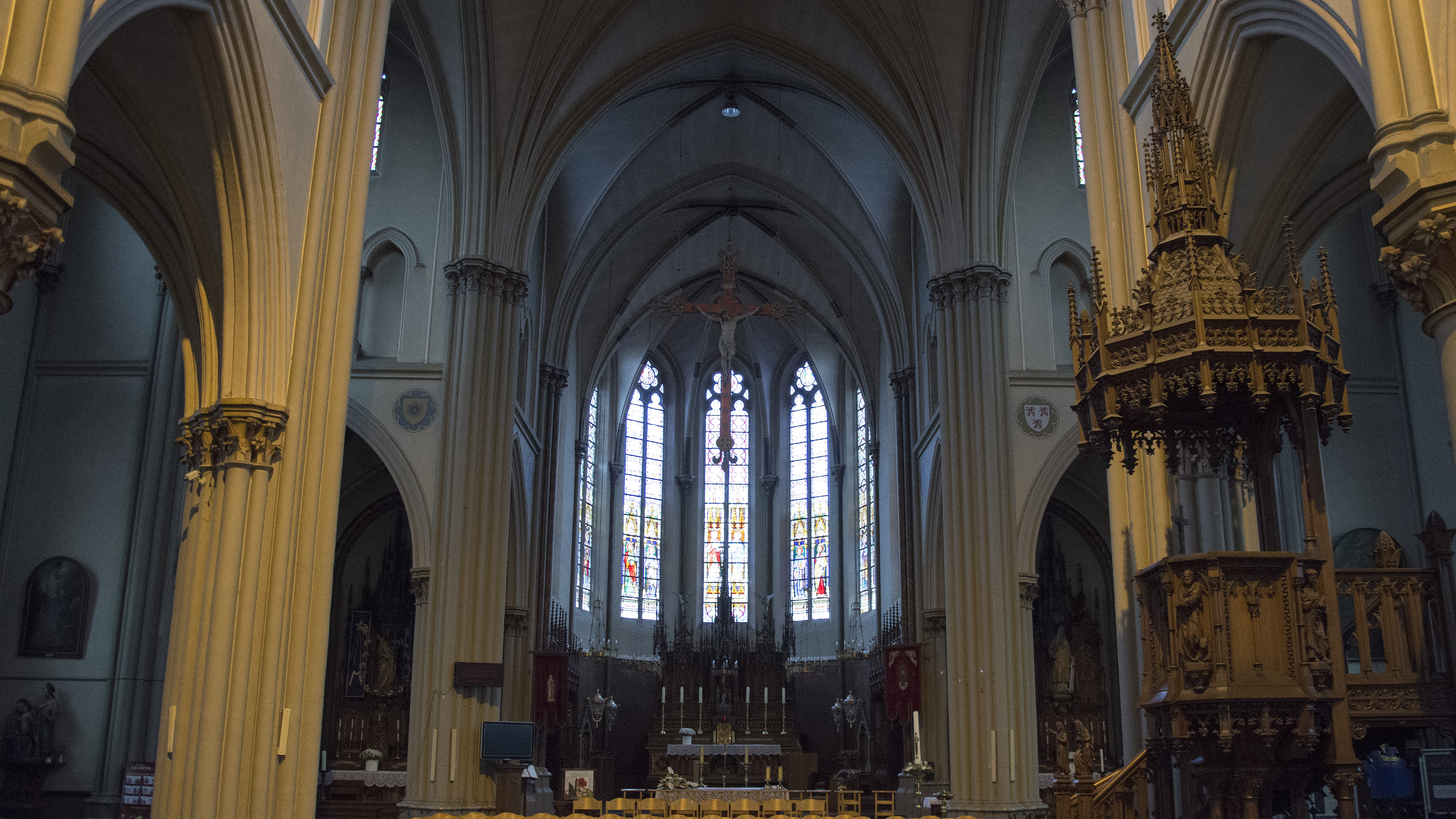
Priesterkoor
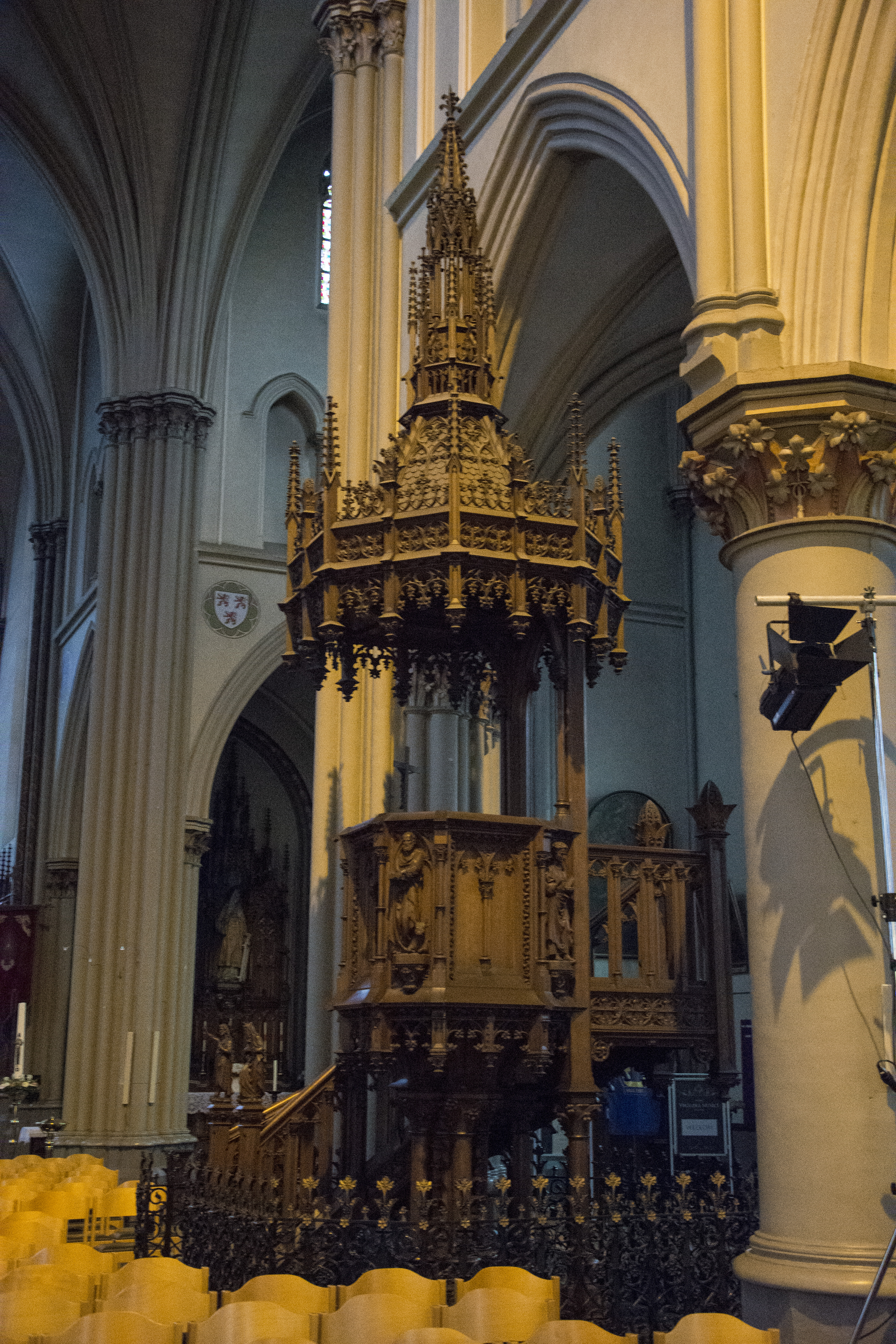
Preekstoel
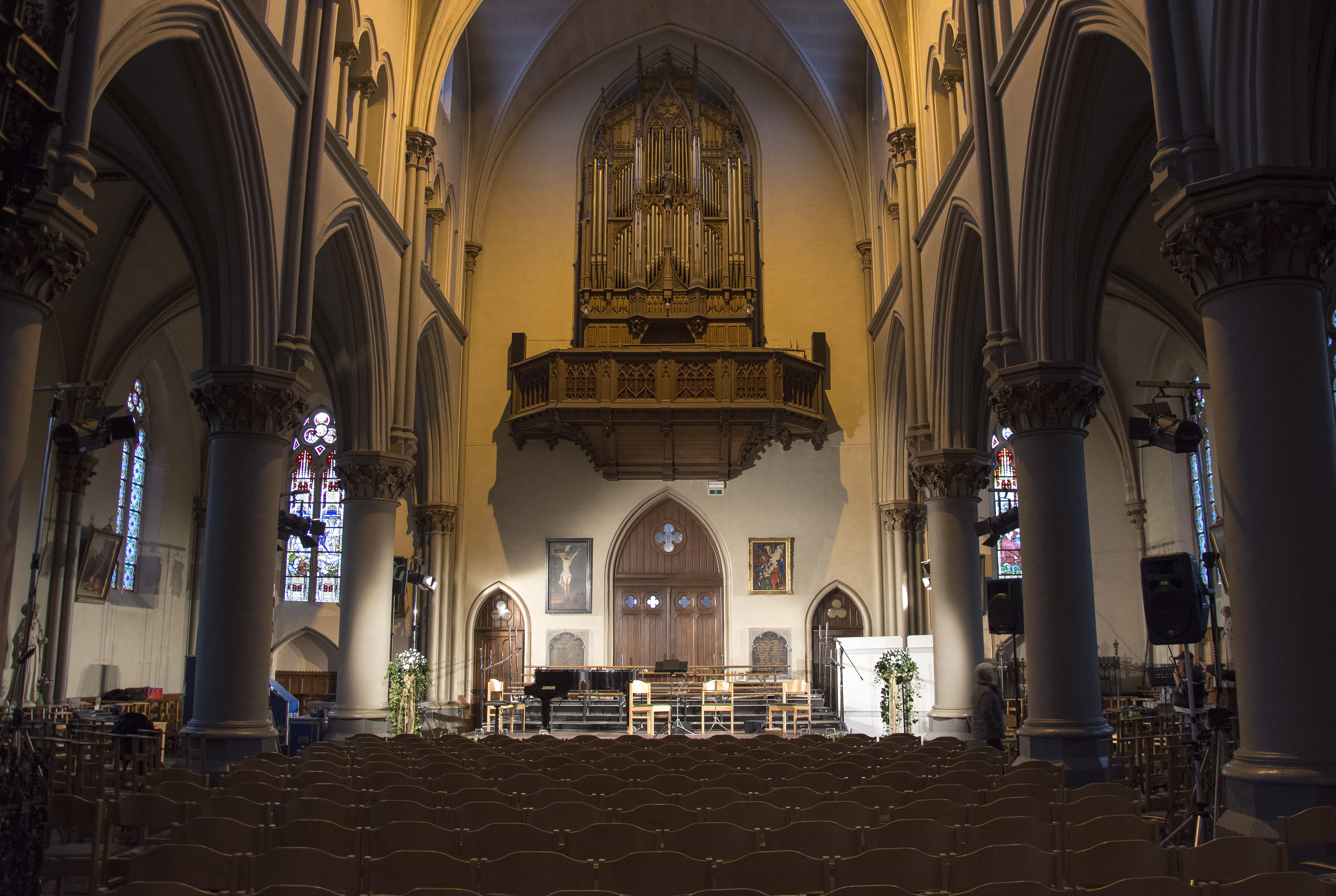
Achterzijde en kerkorgel